# Barylypa irona
Barylypa irona là một loài tò vò trong họ Ichneumonidae.